# 阪急電鉄の貨車
阪急電鉄の貨車（はんきゅうでんてつのかしゃ）は、阪急電鉄およびその前身事業者が営業用・事業用に用いた貨車である。本項では電動貨車、付随貨車、機関車を含めて一括して解説する。

## 概要
阪急の前身である箕面有馬電気軌道では、開業当時の1911年より貨物営業を開始した。貨車は用途の違いから様々な形態の車両が存在していた。阪急の貨物営業は1954年まで行われ、以後残る貨車は事業用のみとなっている。1964年に貨車の車両番号が4000番台に集約された。
これらの車両は、それぞれの用途に応じて使用されていたが、保線工事や社内用品の配給に使用されていた車両は、自動車に取って代わられたことにより、1980年までに廃車され姿を消した。一方、救援車として在籍していた車両についても、老朽化により1982年に4050形に置き換えられた。

## 箕面有馬・阪神急行
箕面有馬電気軌道と阪神急行電鉄の時代に導入された貨車は、101 - 107が2軸単車の電動貨車、201 - 207と1208がボギー電動貨車となっていた。

### 101
箕面有馬電気軌道が1911年に投入した無蓋電動貨車である。車体中央にポールスタンドがあり、前後各方向に計2本のポールを設置していたが、1927年にボウコレクター2基に換装された。固定4輪の台車には37kWのモーターを1台装備し、ブレーキは手動ブレーキであった。1947年12月に廃車された。

### 102
箕面有馬電気軌道が1911年に投入した無蓋電動貨車である。固定4輪台車であるが101と異なり空気ブレーキを装備し、ポールスタンドは車体の両端（前後の運転台の直後）にあって2本のポールの先頭が車体の中央で向き合う独特のレイアウトである。1927年に電装解除して土運車となり、1947年7月に廃車された。

### 103・104・105
箕面有馬電気軌道が1914年に投入した有蓋電動貨車で、北大阪電気鉄道の51と同仕様である。103は1927年に電装解除し無蓋の土運車に改造されており、この時に余剰となった部品は107へ活用されている。1947年に廃車された。104と105は1931年4月に廃車となり、運転台を撤去し電装解除、自動連結器を設置し無車籍・無番号の救援車となった。救援車としては1940年5月ごろまで使用された。

### 106
1920年に関東の成宗電気軌道（現：千葉交通）より譲渡された2軸単車・デハ1形4両のうち1両の台車と電気部品を流用し、車体を新造して投入した無蓋電動貨車である（他の3両は旅客車の47形として使用された）。主に池田車庫と西宮工場の部品輸送に使用され、1947年に廃車された。

### 107
1920年に製造された無蓋電動貨車で、北大阪電気鉄道の52・53と同仕様である。1927年に103と車体を振り替え有蓋電動貨車に改造され、同時にブレーキが手ブレーキから空気ブレーキに変更された。1947年12月に廃車された。

### 201・202（初代）
1916年に阪堺電気軌道より譲渡された無蓋電動貨車で、車体中央に門形のポールスタンドを備えていた。201は1927年に集電装置をパンタグラフに換装し、ポールスタンドと一方の運転台との間に梁を渡してパンタグラフを設置した。その後1949年に205（2代目に当たる）へ改番され、1952年に廃車された。202は1927年に廃車されたが、車体を新製し機器を流用した二代目の202（後の4202）が製造された。

### 203（初代）・204・205

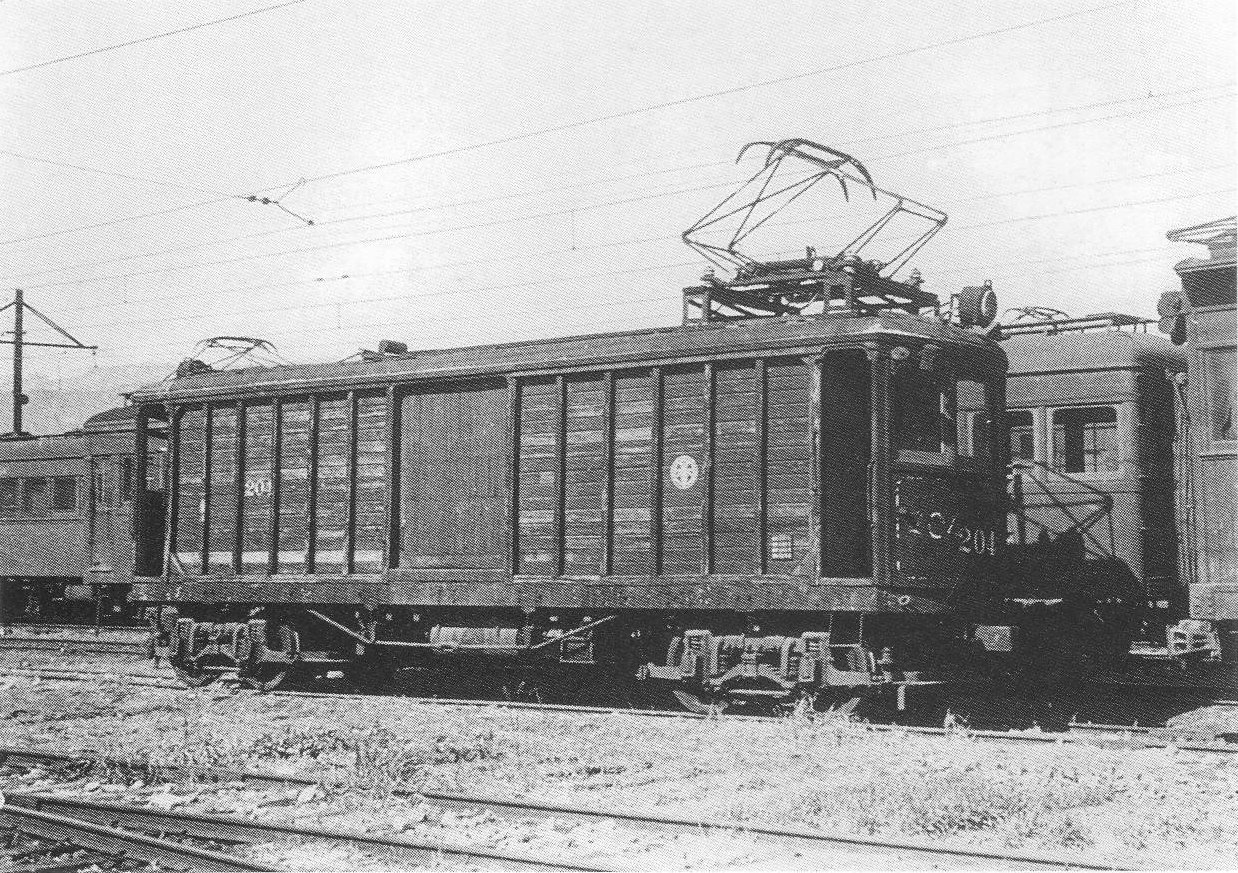
204（1947年撮影 西宮車庫）

いずれも南海鉄道より譲渡された有蓋電動貨車で、203は1917年3月、204・205は1919年8月の導入である。203の車体側面には通風口が設けられており、204・205は1940年に車体を改造して後述の206と同様の柱が外にあるスタイルへ変更され、204が神戸線の救援車、205が宝塚線の救援車となった。203は1945年に戦災で焼失、205は1949年に、204は1954年にそれぞれ廃車された。

### 206
1920年の神戸線開通に合わせて製造された有蓋電動貨車で、客車の51形と同じ台車・電動機を使用していた。1949年に205の後継として宝塚線の救援車となり、1954年12月に廃車された。その後、電装機器が事故被災後長期休車中だった40形43の復旧に用いられている。

### 207（初代）
206と同時に製造された神戸線用の無蓋電動貨車で、スタイルは201に酷似しており、206と同一性能である。206共々製造時はねじ式連結器を装備していたが、後に自動連結器に換装している。車体中央に門形のポールスタンドを備えていたが、後に201同様集電装置をパンタグラフに換装し、ポールスタンドと一方の運転台との間に梁を渡してパンタグラフを設置した。1949年に事故で破損し廃車、2代目207の種車となった。

### 1208

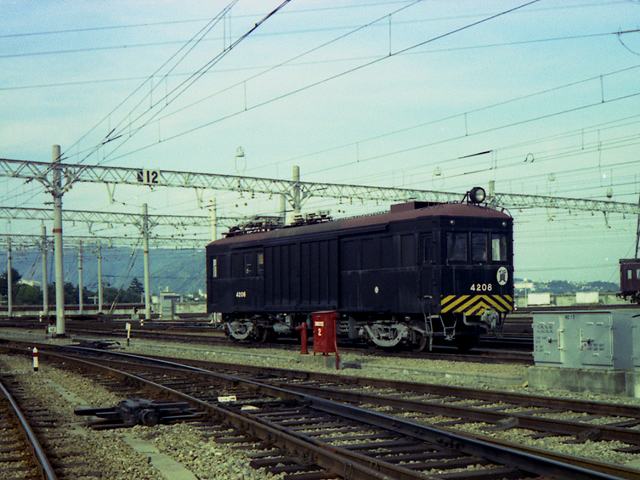
4208（1978年 平井車庫）

1924年に無蓋式電動貨車として製造された。社内用として使用され、1941年まではピラー形のジブクレーンを2基設置していた。1000番台の1208で登場したのは、高出力・自動進段の制御装置を備えていて性能の異なることを示すためである。
1951年5月の更新で半鋼製化、車体中央部を除いて有蓋となり、208に改番された。池田車庫に配置され、西宮工場と池田車庫間の配給車として使用された。1954年4月に3208へ、1964年4月には4208へ改番された。1970年7月の昇圧工事と同時に完全な有蓋車となり、1形改造の4201に代わって宝塚線の救援車となった。1982年5月に廃車となっている。

### 202（2代目）

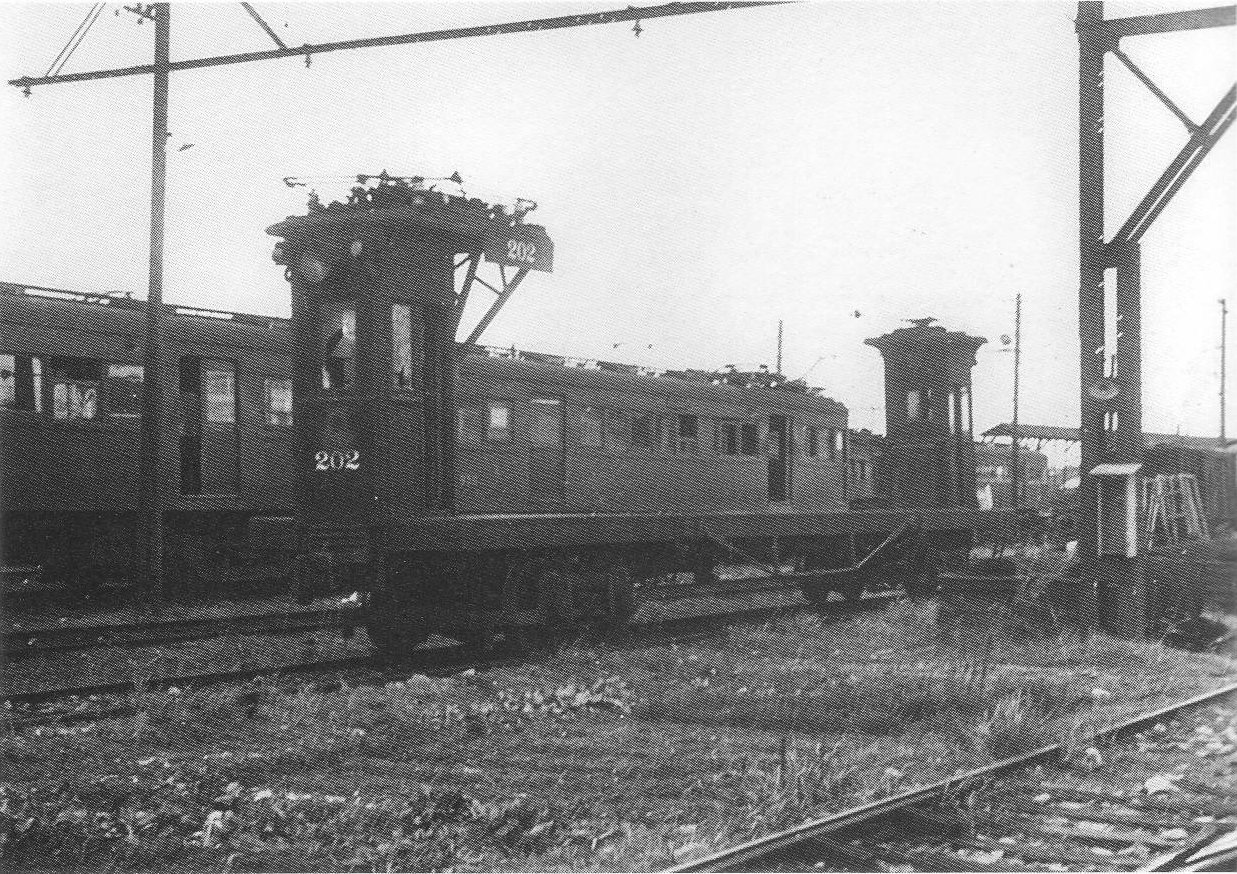
202（のちの4202。1946年撮影 西宮車庫）

1927年に廃車となった初代202の機器を流用し、車体を新造した無蓋電動貨車である。
レールや電柱などの長尺物を輸送するため運転台はやぐら状の土台の上に置かれ、側扉もない吹きさらしであったが、安全上の観点から1942年に床に直接置いた細長い運転台に改造されている。1961年には大阪側運転台の後方に作業員控室が設置された。
車番は1956年に3202、1964年に4202となった。1968年9月に昇圧工事と共に作業員控室の拡張を実施、1974年には京都線に転出したが、使用機会は少なく1977年8月に廃車された。

## 北大阪・新京阪
北大阪電気鉄道では電動貨車3両を保有し、新京阪鉄道では機関車も使用された。

### 51
北大阪電気鉄道が1921年に投入した固定4輪台車の有蓋電動貨車である。箕面有馬の103→107・104・105と製造所が同じで、車体寸法も同一であった。1500Vの昇圧対応対象外となり1928年3月に休車、1934年4月に廃車となった。廃車体は1957年まで正雀車庫の物置として使用された。

### 52・53
北大阪電気鉄道が1921年に投入した固定4輪台車の無蓋電動貨車で、阪神急行の107と同仕様であった。1500Vに昇圧された1928年から休車となり1929年から1940年に信貴生駒電鉄へ貸与された後、守口工場で旅客用に改造されて京阪大津線へ移籍、90形（大津電軌10形が前身の形式）95・96となった。

### 1 - 3（2000形）

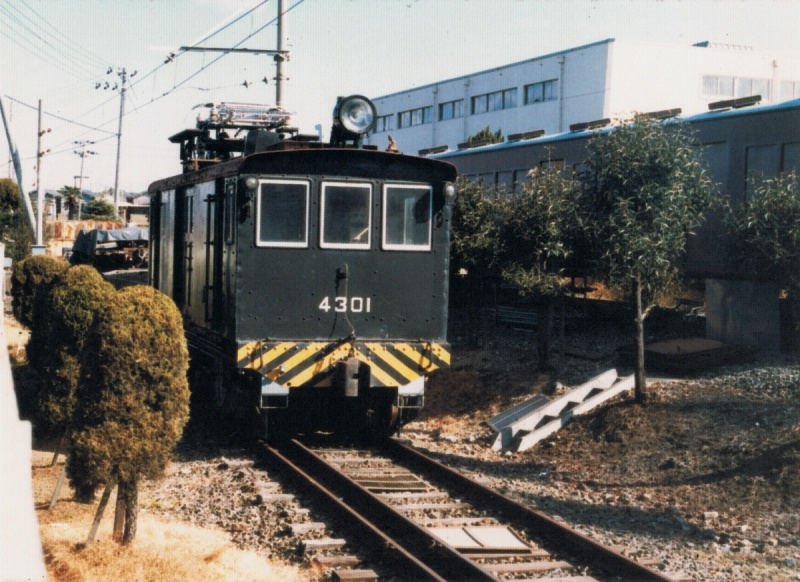
4301（1985年 正雀車庫）

1924年から1925年にかけて新京阪鉄道が製造した軸配置B - Bの電気機関車である。土運車の牽引用として1 - 3の3両が製造された。1929年に2000形2001 - 2003に改番されている。2003は1955年に廃車、残り2両は1960年に3000形3001・3002、1964年に4300形4301・4302に改番された。
1975年に車籍を抹消されたが、4301は正雀工場の機械扱いの入換車となり、1986年に解体された。2003は車体の半分が保存されている。

### 1001 - 1020（1000形）
1924年に新京阪鉄道が製造した無蓋ボギー貨車である。千里山付近の土砂運搬が目的の土運車で、1001 - 1014と緩急車1015 - 1020の計20両が製造された。
1939年7月に1015が信貴生駒電鉄に譲渡されト105となり、1951年7月に1001 - 1019へ改番され欠番が埋められた。1954年8月、1000形電車の導入に伴い4101 - 4119へ改番されている。その後は保守用の砕石輸送車として神戸線・宝塚線にも配置され、一方の車端に細長い作業員控室を設置した車両もある。1971年10月に除籍されて保線用作業車となり、塗色が黒から黄色に変更されている。

### 4・5（4000形）
1928年に新京阪鉄道が製造した無蓋ボギー電動貨車である。1929年に4・5から4000形4001・4002に改番された。
両車ともに保線工事などに使用されていたが、4001は主に長物の資材を運ぶため、1949年に車体中央部にピラー形のジブクレーン1基を設置するとともに運転台の幅を詰める改造を受け、さらに1957年には向かって左側に乗務員室を拡張している。一方、4002は原型のまま改造されなかった。
改造後の4001は、正雀車庫と桂車庫間の資材輸送に使用された。4002は1974年に、4001は1979年に廃車されている。

### 6・7（3000形）
1928年に新京阪鉄道が製造した有蓋ボギー電動貨車である。2両が製造され、1929年に6・7から3000形3001・3002に改番された。1954年の貨物営業廃止後、1956年に廃車された。機器と台車は210系に流用され、廃車体は1966年まで正雀車庫の物置として使用された。

### 8（5000形）
1928年に新京阪鉄道が製造した客貨合造客車である。登場時の番号は8であったが、翌1929年に5001となった。車体中央部に魚菜室を設け、その両側に客室がありロングシートを設置していた。
戦前の営業時代はグリーンに塗装され、主に早朝の新聞・生鮮食料品の輸送や市場に仕入れに出掛ける客向けに使用されていた。戦後は京都線の救援車に転用され、1964年に4500形4501へ改番された。塗装は1950年にグレー、1955年にブラックへ変更された。4050形4052への置き換えにより1982年7月に廃車された。

## 京阪神急行・阪急

### 200
1947年に京阪線から移籍した有蓋ボギー電動貨車で、100型の138を1930年に有蓋電動貨車化したもの。京阪時代の車番は2001であった。1950年に宝塚線で火災事故に遭い車体を半焼、1952年に廃車された。

### 203（2代目）
1949年に1形の33を改造したボギー電動貨車である。車番は登場当時は203（2代目）で1956年に3203、1964年に4203となった。33は、1927年に試験的に鋼体化及び丸屋根化改造されたため、他の1形とは車体形状が大きく異なっており、電動貨車への改造後もその特徴を保っていた。
貨物営業の廃止後、1954年12月に204号の後継で神戸線の救援車となり、西宮車庫に所属した。昇圧工事の対象となり、1形としては最後まで残る車両となったが、4050形4050号の登場により1982年5月に廃車された。在籍期間、実に71年という長寿であった。

### 207（2代目）・209・210
1949年に製造された無蓋ボギー電動貨車で、阪神急行時代に製造された1208と同様のスタイル。台枠は戦災や事故によって廃車された車両（90形1両と51系2両）からの流用である。車番は、登場当時は207・209・210で1956年に3207・3209・3210、1964年に4207・4209・4210となった。主に保線工事用として使用された。
1969年に昇圧工事を実施した。晩年は、4207が正雀車庫、4209が平井車庫、4210が西宮車庫に配置されていたが、保線工事のトラック化に伴い使用機会が減り、1977年から1980年にかけて廃車された。

### 201（2代目）
火災事故で廃車になった200号の代替のため、1951年に1形の9を改造したボギー電動貨車である。車体形状は1形のスタイルをよく留めており、同じ1形改造の4203と対照的であった。当初、宝塚線の荷物列車に使用されていたが、1954年の貨物営業廃止後は池田車庫常駐の救援車となった。車番は改造当時は201（2代目）で1956年に3201、1964年に4201となった。
1969年の宝塚線昇圧の際に昇圧対象から外され、救援車の役割を4208に譲って廃車となった。

### 4050形

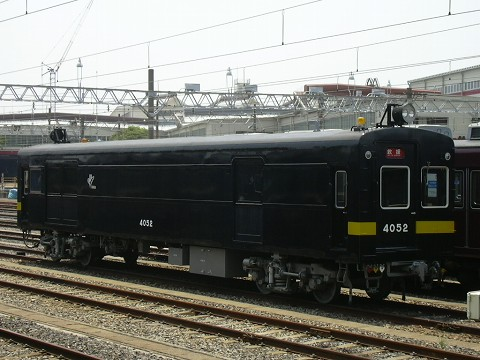
4052（正雀車庫）

1982年に導入された救援車で、920系950形の車体を改造して製作された。4050 - 4053の4両が製造され、従来救援車として配備されていた電動貨車を置き換えた。

## 4000番台への集約
貨車の車両番号は、神宝線用は3桁、京都線用は1000 - 5000番台の4桁となっていた。1000形以降の4桁番台新造車と重複する車両は3000番台以降に改番されたが、新造車登場都度の改番解消のため4000番台に集約することとなり、1964年に一斉改番が行われた。
改番の経過は以下のとおり。
| 線区   | 改番前      | 3000番台    | 4000番台    |
| ------ | ----------- | ----------- | ----------- |
| 神宝線 | 201 - 203   | 3201 - 3203 | 4201 - 4203 |
| 神宝線 | 207 - 210   | 3207 - 3210 | 4207 - 4210 |
| 京都線 | 1001 - 1019 | →           | 4101 - 4119 |
| 京都線 | 2001・2002  | 3001・3002  | 4301・4302  |
| 京都線 | 5001        | →           | 4501        |